# Serica sericeoides
Serica sericeoides är en skalbaggsart som beskrevs av Dawson 1967. Serica sericeoides ingår i släktet Serica och familjen Melolonthidae. Inga underarter finns listade i Catalogue of Life.